# 第136回天皇賞
第136回天皇賞（だい136かいてんのうしょう）は、2007年（平成19年）10月28日に東京競馬場で施行された競馬競走である。メイショウサムソンが春の天皇賞に続き連勝し、天皇賞春秋連覇を果たした。

## レース施行前の状況
多くの馬が出走し易い中距離の2000mで施行されているとあって、近年は実力馬が顔をそろえることが多くなった同レース。また、2005年には国際競走に指定され、この2007年からは国際GIに格付けされていた。ただし、国際競走指定以降3年連続で外国馬の出走はならなかった。また、馬インフルエンザの影響で第86回凱旋門賞に出走を計画していたメイショウサムソン、第147回メルボルンカップに出走予定だったデルタブルース、ポップロックなど当レースを回避予定であった馬も事情により出走することになった。
まず注目を集めたのが、2006年牡馬2冠で天皇賞（春）優勝馬メイショウサムソンと、そのメイショウサムソンと同世代にして、この年のドバイデューティーフリーを勝ち、前回の宝塚記念では同馬を破ったアドマイヤムーンの4か月ぶりの対決である。他にも、前走の宝塚記念では大敗したものの、前年このレースの覇者で2007年安田記念優勝馬ダイワメジャー、シンガポール航空国際カップ優勝馬シャドウゲイト、ダート交流重賞のJpnI帝王賞優勝馬ボンネビルレコードと2007年のGI・JpnIを制した馬の他、2006年シンガポール航空国際カップ優勝馬コスモバルク、2004年の菊花賞・2006年メルボルンカップ優勝馬デルタブルースと7頭のGI・JpnI優勝経験馬が出走する豪華な顔ぶれとなった。
その他にもAJCC・オールカマー優勝馬マツリダゴッホ、毎日王冠優勝馬チョウサン、目黒記念優勝馬ポップロック、中京記念・金鯱賞優勝馬ローゼンクロイツ、関屋記念優勝馬カンパニー、新潟大賞典優勝馬ブライトトゥモロー、エプソムカップ優勝馬エイシンデピュティと、2007年の重賞優勝馬も出走。
最終登録時点で、出走可能頭数18頭に対し20頭の登録があったが、10月24日時点で富士ステークスからの連闘で出走を予定していたスウィフトカレント、2006年エリザベス女王杯優勝馬で2007年札幌記念優勝馬フサイチパンドラが回避。収得賞金下位のハイアーゲームとマチカネキララも出走を回避し、最終的に16頭が出走した。
出走確定馬16頭中14頭が重賞優勝経験馬というハイレベルのメンバーが揃った。なお、過去2年は出走馬すべてが重賞優勝経験馬であり、未経験馬が2頭以上出走したのは4年ぶりのことである。
海外からは、イギリスのマルチディメンショナル (MULTIDIMENSIONAL)とシャンプリー (CHAMPERY)の2頭が予備登録を行っていたが、2頭とも選出馬とならなかった。国際競走に指定された第132回（2005年）以降3年連続で外国馬の出走なしで行われた。
第128回（2003年）以来4年ぶりに3歳馬と牝馬の出走はなかった。
10月26日に発表された前々日最終オッズでは、重賞未勝利馬のアグネスアークが3.0倍で1番人気となったが、10月27日に発表された前日最終オッズでは、メイショウサムソンが3.7倍で1番人気となり、レース当日10月28日の最終オッズでの単勝人気は、メイショウサムソンの2.9倍、アドマイヤムーンの3.8倍、ダイワメジャーの5.6倍と続いた。

## 出走馬と枠順
天気：晴、馬場状態：稍重、発走時刻：15時40分
| 枠番 | 馬番 | 競走馬名           | 性齢 | 騎手       | オッズ        | 調教師     |
| ---- | ---- | ------------------ | ---- | ---------- | ------------- | ---------- |
| 1    | 1    | メイショウサムソン | 牡4  | 武豊       | 2.9（1人）    | 高橋成忠   |
| 1    | 2    | エイシンデピュティ | 牡5  | 柴山雄一   | 92.3（14人）  | 野元昭     |
| 2    | 3    | コスモバルク       | 牡6  | 五十嵐冬樹 | 46.9（11人）  | 田部和則   |
| 2    | 4    | デルタブルース     | 牡6  | 川田将雅   | 48.0（12人）  | 角居勝彦   |
| 3    | 5    | ローゼンクロイツ   | 牡5  | 藤岡佑介   | 58.1（13人）  | 橋口弘次郎 |
| 3    | 6    | カンパニー         | 牡6  | 福永祐一   | 24.5（6人）   | 音無秀孝   |
| 4    | 7    | シルクネクサス     | 牡5  | 四位洋文   | 105.5（15人） | 岡田稲男   |
| 4    | 8    | ボンネビルレコード | 牡5  | 柴田善臣   | 135.2（16人） | 堀井雅広   |
| 5    | 9    | アグネスアーク     | 牡4  | 吉田隼人   | 30.5（7人）   | 河内洋     |
| 5    | 10   | ブライトトゥモロー | 牡5  | 後藤浩輝   | 36.0（10人）  | 石坂正     |
| 6    | 11   | シャドウゲイト     | 牡5  | 田中勝春   | 35.2（9人）   | 加藤征弘   |
| 6    | 12   | アドマイヤムーン   | 牡4  | 岩田康誠   | 3.8（2人）    | 松田博資   |
| 7    | 13   | チョウサン         | 牡5  | 横山典弘   | 17.1（5人）   | 清水利章   |
| 7    | 14   | ダイワメジャー     | 牡6  | 安藤勝己   | 5.6（3人）    | 上原博之   |
| 8    | 15   | ポップロック       | 牡6  | O.ペリエ   | 6.1（4人）    | 角居勝彦   |
| 8    | 16   | マツリダゴッホ     | 牡4  | 蛯名正義   | 32.4（8人）   | 国枝栄     |

負担重量は4歳以上58kg、3歳56kg、牝馬は2kg減。

## レース結果

### レース展開
東京競馬場は前日の豪雨の影響により、馬場状態は稍重となった。レースで好スタートを切ったのは一番人気のメイショウサムソンであったが控えると、変わってコスモバルク、デルタブルース、エイシンデピュティらが前を行った。有力どころのダイワメジャーはメイショウサムソンとほぼ同位置といつも通り前では競馬が出来ず、アドマイヤムーンは予定通り中団で落ち着いた。なお、2コーナあたりでボンネビルレコードがマツリダゴッホに進路をふさがれるという不利を受けて大きく後退するということがあった。そのままレースは平均ペースで進み、直線に入ったところでは、前を行っていた馬たちが内の荒れた馬場を嫌ってやや横に広がったため、メイショウサムソンと鞍上の武豊が空いた内側を通って先頭に躍り出た。一方、馬群が広がったためダイワメジャーとアドマイヤムーンは外目を通らされることとなった。さらにこの2頭は、エイシンデピュティが大きく斜行したために進路を妨害された隣の馬に馬体をぶつけられるという、玉突きのように次々と馬体が接触する多重のアクシデントに巻き込まれて伸びを欠いた（なお、コスモバルクにエイシンデピュティが煽られて過剰に反応したとの意見も多い）。そうしたゴチャつく後続を尻目に抜け出したメイショウサムソンはさらに後続を突き放してそのままゴールイン。2着には不利を受けながら何とか追い込んできたアグネスアーク、3着には直線で不利を受けた馬の間を割ってきたが最後に交わされたカンパニー。同じく馬群を割って上がっていたポップロックは4着。不利を受けたアドマイヤムーンとダイワメジャーはそれぞれ6着と9着に敗れた。なお、大きく斜行して、アグネスアーク、シャドウゲイト、ダイワメジャー、アドマイヤムーンらの走行を妨害したエイシンデピュティは8位入線も14着に降着。ぶつけられたアドマイヤムーンの鞍上の岩田は「あれでは競馬にならないよ」、カンパニーに乗った福永祐一は「（コスモバルクは）毎回やっている。五十嵐さんはG1に乗る騎手じゃない。（ローカルの）福島にでも行っていればいい」と鞍上の五十嵐に暴言を吐いたとする記事が出るなど後味の悪い結果となった。ただし、福永の発言に関しては「そんな失礼な言葉を口にするはずがない」と本人が否定。なお、玉突きの原因をつくったエイシンデピュティの鞍上の柴山は4日間の騎乗停止処分になった。また、玉突きの最初の原因をつくったとも言われるコスモバルクの鞍上の五十嵐だったが、カンパニーの進路をふさいだことに対してのみの制裁にとどまり戒告のみ。同じくボンネビルレコードの進路をふさいだマツリダゴッホの鞍上の蛯名も戒告のみにとどまった。なお、パトロールビデオを見て分かったシルクネクサスの斜行については、制裁がなかった。

### レース着順
| 着順 | 枠番 | 馬番 | 競走馬名           | タイム | 着差        |
| ---- | ---- | ---- | ------------------ | ------ | ----------- |
| 1    | 1    | 1    | メイショウサムソン | 1:58.4 |             |
| 2    | 5    | 9    | アグネスアーク     | 1:58.8 | 2馬身1/2    |
| 3    | 3    | 6    | カンパニー         | 1:58.8 | クビ        |
| 4    | 8    | 15   | ポップロック       | 1:59.0 | 1馬身1/4    |
| 5    | 2    | 3    | コスモバルク       | 1:59.1 | クビ        |
| 6    | 6    | 12   | アドマイヤムーン   | 1:59.1 | クビ        |
| 7    | 4    | 7    | シルクネクサス     | 1:59.1 | ハナ        |
| 8    | 7    | 13   | チョウサン         | 1:59.2 | クビ + クビ |
| 9    | 7    | 14   | ダイワメジャー     | 1:59.3 | クビ        |
| 10   | 5    | 10   | ブライトトゥモロー | 1:59.4 | 1/2         |
| 11   | 3    | 5    | ローゼンクロイツ   | 1:59.5 | 3/4         |
| 12   | 2    | 4    | デルタブルース     | 1:59.7 | 1馬身1/4    |
| 13   | 6    | 11   | シャドウゲイト     | 2:00.1 | 2馬身1/2    |
| 14   | 1    | 2    | エイシンデピュティ | 1:59.2 | 8位降着     |
| 15   | 8    | 16   | マツリダゴッホ     | 2:00.1 | ハナ        |
| 16   | 4    | 8    | ボンネビルレコード | 2:01.8 | 大差        |

#### データ
| 1000m通過タイム     | 59.6秒 （コスモバルク） |
| 上がり4ハロン       | 46.9秒                  |
| 上がり3ハロン       | 35.0秒                  |
| 優勝馬上がり3ハロン | 34.6秒                  |

### 払戻
| 単勝   | 1     | 290円     |
| 複勝   | 1     | 150円     |
| 複勝   | 6     | 690円     |
| 複勝   | 9     | 780円     |
| 枠連   | 1-5   | 2,250円   |
| 馬連   | 1-9   | 4,970円   |
| 馬単   | 1-9   | 6,730円   |
| 3連複  | 1-6-9 | 36,730円  |
| 3連単  | 1-9-6 | 183,380円 |
| ワイド | 1-6   | 1,610円   |
| ワイド | 1-9   | 1,690円   |
| ワイド | 6-9   | 7,240円   |

## テレビ・ラジオ中継
本レースのテレビ・ラジオ放送の実況担当者
- ラジオNIKKEI
  - 実況：舩山陽司
- フジテレビ
  - 実況：吉田伸男
  - 解説：吉田均（トラックマン）
  - ゲート前リポーター：細江純子（元JRA騎手・競馬評論家）